# Arnold Braß

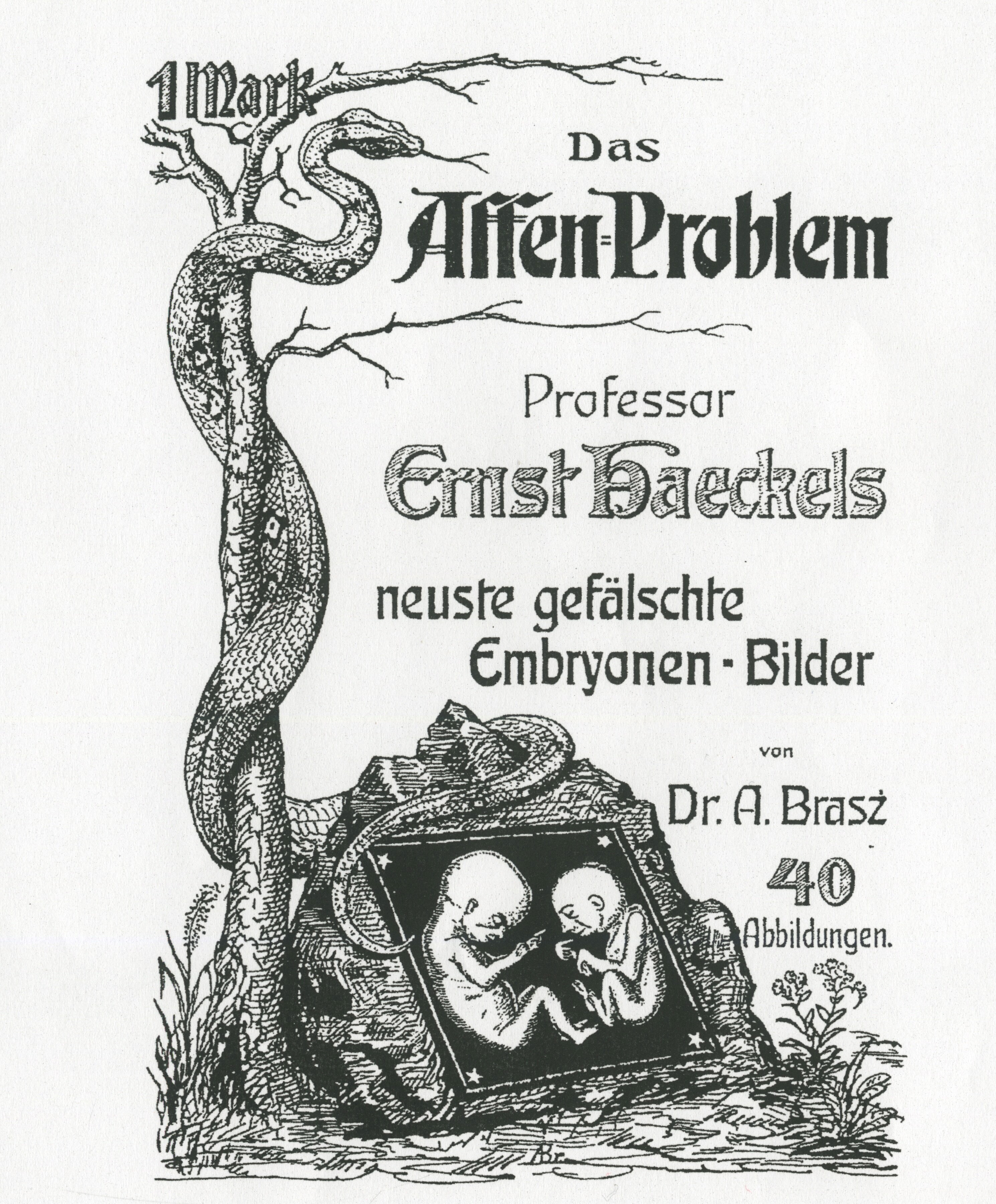
Umschlagseite der Broschüre Das Affen-Problem von Arnold Brasz (1908)

Arnold Braß (auch Brasz oder Brass; * 22. Mai 1854 in Arolsen; † 7. November 1915 in Godesberg) war ein deutscher Naturwissenschaftler, Lehr- und Fachbuchautor und als Mitglied des Keplerbundes in der Embryonenkontroverse ein scharfer Kritiker Ernst Haeckels.

## Lebensweg
Nach dem Studium der Ingenieurwissenschaften, Chemie und Physik an der Vorgängerinstitution der Technischen Hochschule in Hannover von 1874 bis 1876 und der Mathematik und Naturwissenschaften an der Universität Leipzig von 1876 bis 1879 wurde er dort mit einer Arbeit Beiträge zur Kenntniss des weiblichen Urogenitalsystems der Marsupialen zum Dr. phil. promoviert. Von 1879 bis 1885 war er Assistent an der Universität Halle, danach in gleicher Funktion an der Universität Marburg.
Nach vergeblichen Versuchen, sich zu habilitieren, ließ er sich 1889 als Privatgelehrter in Göttingen, dann in Wernigerode, später in Weimar, Siegburg und Godesberg nieder. Als Autor zahlreicher reich illustrierter Lehr- und Fachbücher, von Zeitschriftenartikeln und Lehr-Wandtafeln für den Schul- und Universitätsunterricht mit hohen Auflagen fand er sein wirtschaftliches Auskommen und Anerkennung. Seine eigentlichen wissenschaftlichen Arbeiten – etwa zur Licht- und Farbenlehre – fanden hingegen nur geringen Widerhall.

## Auseinandersetzung mit Haeckel
Große Aufmerksamkeit erregte Arnold Braß in der wissenschaftlichen Welt Anfang des 20. Jahrhunderts, als er 1908 mit der Broschüre Das Affen-Problem: Professor E. Haeckels Darstellungs- und Kampfesweise sachlich dargelegt nebst Bemerkungen über Atmungsorgane und Körperform der Wirbeltier-Embryonen mit dem reißerischen Umschlagtitel Professor Ernst Haeckels neuste gefälschte Embryonen-Bilder in die Öffentlichkeit trat; bereits zwei Jahre zuvor hatte er schon Haeckel in einer Schrift angegriffen, ohne dass eine erkennbare Reaktion erfolgte. Es gelang Braß der Nachweis, dass Haeckel bei den Illustrationen seiner Evolutionstheorie durch bildliche Darstellungen der Embryonalentwicklung nicht wissenschaftlich einwandfrei vorgegangen war und einzelne Bilder zeichnerisch im Sinne seiner Theorie verändert hatte. In der damals engagiert geführten Diskussion zwischen „Evolutionisten“ Darwinscher und Haeckelscher Prägung einerseits und den Vertretern des Kreationismus und einer Integration naturwissenschaftlicher Erkenntnisse in das Konzept der christlichen Religionslehre, die die gottgegebene Sonderstellung des Menschen in der Schöpfung betonten, anderseits, sah Braß in seiner Entdeckung einen schlagenden Beweis gegen einen führenden Evolutionisten und damit gegen den Evolutionismus selber. Er erhielt in seiner Argumentation kräftige Unterstützung durch den Keplerbund, dem er bis 1912 angehörte.
Obwohl Haeckel die „geschönten“ Darstellungen eingestehen musste – er begründete sie mit didaktischen Notwendigkeiten –, stellten sich eine ganze Reihe namhafter Naturwissenschaftler auf seine Seite; Braß' Anhängerschaft insbesondere aus den Naturwissenschaften blieb hingegen bescheiden. Der in zahlreichen Publikationen zum Teil polemisch geführte Disput wurde letztlich zu Gunsten Ernst Haeckels entschieden.

## Sonstiges
Braß ist am 3. Februar 1887 in Marburg in die Freimaurerloge Marc Aurel zum flammenden Stern, die zur Großen National-Mutterloge „Zu den drei Weltkugeln“ gehörte, aufgenommen worden; er blieb ihr Mitglied bis zu seinem Tode.

## Schriften (in Auswahl)
- Beiträge zur Kenntniss des weiblichen Urogenitalsystems der Marsupialen, Leipzig 1880 (Dissertation)
- Abriss der Zoologie für Studirende, Ärzte und Lehrer, Wilhelm Engelmann, Leipzig 1882
- Die Organisation der thierischen Zelle. Halle 1883.
- Die thiericshen Parasiten des Menschen [sic!], Theodor Fischer, Cassel 1884
- Grundriss der Anatomie, Physiologie und Entwicklungsgeschichte des Menschen. Leipzig 1884.
- Chromatin, Zellsubstanz und Kern. Marburg 1885.
- Kurzes Lehrbuch der normalen Histologie des Menschen und typischer Thierformen, Theodor Fischer, Cassel und Berlin 1885
- Die Zelle, das Element der organischen Welt. Leipzig 1889.
- Tafeln zur Entwicklungsgeschichte und topographischen Anatomie des Menschen. Leipzig 1890.
- Atlas zur allgemeinen Zoologie und vergleichenden Anatomie. Leipzig 1893.
- Atlas zur Gewebelehre des Menschen für Studirende und Ärzte. Leipzig 1897.
- Das Kind gesund und krank. Osterwieck 1900.
- Untersuchungen über das Licht und die Farben. Osterwieck 1906.
- An der Grenze des Lebens. Leipzig 1908.
- Urgeschichte des Menschen. Leipzig 1914.
- Zur Abstammung des Menschen. Leipzig 1914.

Zur Kontroverse mit Haeckel:
- Ernst Haeckel als Biologe und die Wahrheit. Stuttgart 1906.
- Das Affen-Problem: Professor E. Haeckels Darstellungs- und Kampfesweise sachlich dargelegt nebst Bemerkungen über Atmungsorgane und Körperform der Wirbeltier-Embryonen, Leipzig 1908.